# Henicolabus giganteus
Henicolabus giganteus es una especie de coleóptero de la familia Attelabidae.

## Distribución geográfica
Habita en Corea, Rusia y la China.